# پرچم آرژانتین (فیلم)
«پرچم آرژانتین» (اسپانیایی: La bandera Argentina‎) یک فیلم صامت آرژانتینی است که در سال ۱۸۹۷ منتشر شد. این فیلم از نخستین فیلم‌های تاریخ سینمای آرژانتین است. اوژن پی کارگردان فرانسوی-آرژانتینی این فیلم را در بوئینس آیرس ساخت.